# Haltere la Jocurile Olimpice de vară din 2016
Probele sportive de haltere la Jocurile Olimpice de vară din 2016 s-au desfășurat din 6 până în 16 august în cel de-al șaselea pavilion al Riocentro din Rio de Janeiro. În program au figurat 15 probe: 8 la categoria masculin și 7 la feminin. Rusia și Bulgaria au fost excluse din cauza numărului mare de cazuri de dopaj.

## Probele sportive
15 seturi medalii au fost decernate, în total, la următoarele probe sportive:
| - 56 kg masculin - 62 kg masculin - 69 kg masculin - 77 kg masculin - 85 kg masculin - 94 kg masculin - 105 kg masculin - +105 kg masculin |  | - 48 kg feminin - 53 kg feminin - 58 kg feminin - 63 kg feminin - 69 kg feminin - 75 kg feminin - +75 kg feminin |

## Rezultate

### Clasamentul țărilor
| Loc   | Țară                       | Aur | Argint | Bronz | Total |
| ----- | -------------------------- | --- | ------ | ----- | ----- |
| 1     | China                      | 5   | 2      | 0     | 7     |
| 2     | Thailanda                  | 2   | 1      | 1     | 4     |
| 3     | Iran                       | 2   | 0      | 0     | 2     |
| 4     | Coreea de Nord             | 1   | 3      | 0     | 4     |
| 5     | Taipeiul Chinez            | 1   | 0      | 1     | 2     |
| 5     | Columbia                   | 1   | 0      | 1     | 2     |
| 5     | Georgia                    | 1   | 0      | 1     | 2     |
| 8     | Uzbekistan                 | 1   | 0      | 0     | 1     |
| 9     | Armenia                    | 0   | 2      | 0     | 2     |
| 9     | Belarus                    | 0   | 2      | 0     | 2     |
| 9     | Indonezia                  | 0   | 2      | 0     | 2     |
| 12    | Kazahstan                  | 0   | 1      | 3     | 5     |
| 13    | Filipine                   | 0   | 1      | 0     | 1     |
| 13    | Turcia                     | 0   | 1      | 0     | 1     |
| 15    | Egipt                      | 0   | 0      | 2     | 2     |
| 16    | Japonia                    | 0   | 0      | 1     | 1     |
| 16    | Lituania                   | 0   | 0      | 1     | 1     |
| 16    | România                    | 0   | 0      | 1     | 1     |
| 16    | Coreea de Sud              | 0   | 0      | 1     | 1     |
| 16    | Spania                     | 0   | 0      | 1     | 1     |
| 16    | Statele Unite ale Americii | 0   | 0      | 1     | 1     |
| Total | Total                      | 15  | 15     | 15    | 45    |

### Feminin
| Categorie      | Aur                                   | Argint                                  | Bronz                                           |
| 48 kg Detalii  | Sopita Tanasan · Thailanda (THA)      | Sri Wahyuni Agustiani · Indonezia (INA) | Hiromi Miyake · Japonia (JPN)                   |
| 53 kg Detalii  | Hsu Shu-ching · Taipeiul Chinez (TPE) | Hidilyn Diaz · Filipine (PHI)           | Yoon Jin-hee · Coreea de Sud (KOR)              |
| 58 kg Detalii  | Sukanya Srisurat · Thailanda (THA)    | Pimsiri Sirikaew · Thailanda (THA)      | Kuo Hsing-chun · Taipeiul Chinez (TPE)          |
| 63 kg Detalii  | Deng Wei · China (CHN)                | Choe Hyo-sim · Coreea de Nord (PRK)     | Karina Goricheva · Kazahstan (KAZ)              |
| 69 kg Detalii  | Xiang Yanmei · China (CHN)            | Zhazira Zhapparkul · Kazahstan (KAZ)    | Sara Ahmed · Egipt (EGY)                        |
| 75 kg Detalii  | Rim Jong-sim · Coreea de Nord (PRK)   | Darya Naumava · Belarus (BLR)           | Lidia Valentín · Spania (ESP)                   |
| +75 kg Detalii | Meng Suping · China (CHN)             | Kim Kuk-hyang · Coreea de Nord (PRK)    | Sarah Robles · Statele Unite ale Americii (USA) |

### Masculin
| Categorie       | Aur                                    | Argint                             | Bronz                                 |
| 56 kg Detalii   | Long Qingquan · China (CHN)            | Om Yun-chol · Coreea de Nord (PRK) | Sinphet Kruaithong · Thailanda (THA)  |
| 62 kg Detalii   | Óscar Figueroa · Columbia (COL)        | Eko Yuli Irawan · Indonezia (INA)  | Farkhad Kharki · Kazahstan (KAZ)      |
| 69 kg Detalii   | Shi Zhiyong · China (CHN)              | Daniyar Ismayilov · Turcia (TUR)   | Luis Javier Mosquera · Columbia (COL) |
| 77 kg Detalii   | [ 4 ]                                  | Lü Xiaojun · China (CHN)           | Mohamed Ihab · Egipt (EGY)            |
| 85 kg Detalii   | Kianoush Rostami · Iran (IRI)          | Tian Tao · China (CHN)             | Gabriel Sîncrăian · România (ROU)     |
| 94 kg Detalii   | Sohrab Moradi · Iran (IRI)             | Vadzim Straltsou · Belarus (BLR)   | Aurimas Didžbalis · Lituania (LTU)    |
| 105 kg Detalii  | Ruslan Nurudinov · Uzbekistan (UZB) RO | Simon Martirosyan · Armenia (ARM)  | Aleksandr Zaychikov · Kazahstan (KAZ) |
| +105 kg Detalii | Lasha Talakhadze · Georgia (GEO) RM RO | Gor Minasyan · Armenia (ARM)       | Irakli Turmanidze · Georgia (GEO)     |